# Otto Dinger
Pour les articles homonymes, voir Dinger.
Otto Dinger, né le 25 août 1860 à Düsseldorf, et mort le 22 janvier 1928 à Berlin, est un peintre allemand de portraits, de scène de genre et de paysages ainsi qu'un graphiste et illustrateur à l'École de peinture de Düsseldorf.

## Biographie
Otto Dinger naît le 25 août 1860 à Düsseldorf.
Il est le fils du peintre et graveur sur cuivre de Düsseldorf, Fritz Dinger et de son épouse Maria, née Nohl (1830-1915). Il étudie à l'académie des beaux-arts de Düsseldorf de 1878 à 1883, où il reçoit une formation spéciale en portrait et genre. Comme son père, il est membre de l'association d'artistes de Düsseldorf Malkasten. En 1885, il se rend aux États-Unis. Il vit pendant plusieurs années en tant que peintre de panorama à Milwaukee dans le Wisconsin. En 1889, il retourne en Allemagne et s'installe à Charlottenbourg, près de Berlin. À partir de 1890, il étudie avec Karl Köpping à l'Académie des arts de Berlin. En 1891 il expose pour la première fois à Berlin. À cette époque, son travail se compose de peintures à l'huile, de gravures et d'aquarelles. À la fin du XIXe siècle, il entreprend un voyage au Brésil. En 1899, il y a une exposition personnelle à Porto Alegre. De 1904 à 1911, Dinger est représenté à la Grande exposition d'art de Berlin avec des eaux-fortes.

## Œuvres
- Windmühle in Milwaukee, 1888
- Abend am Fox River, 1888

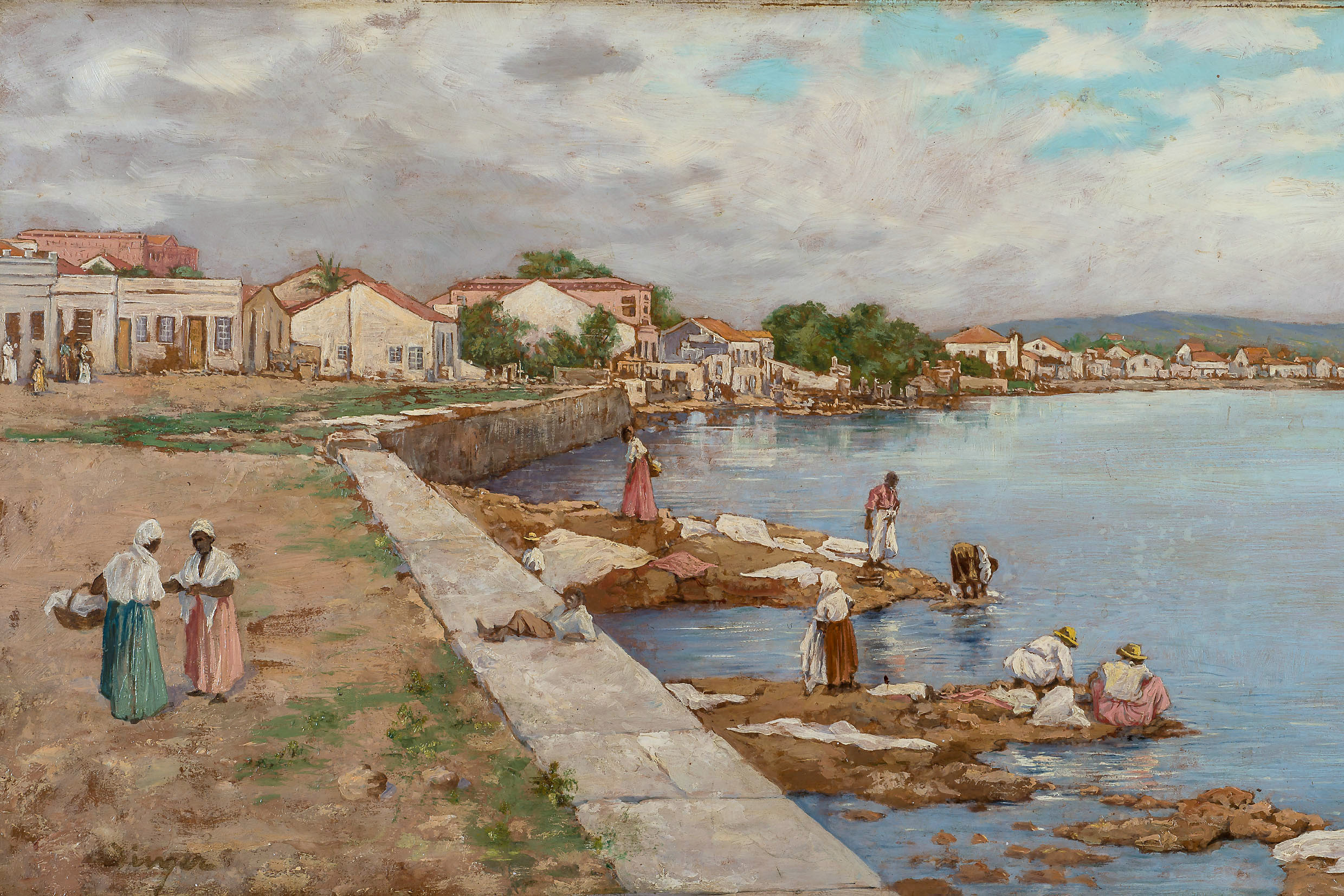
Wäscherinnen am Ufer von Riacho, 1899.

- Rastende Feldarbeiter in weiter Landschaft bei Porto Alegre, 1898
- Bauer mit Sklaven und Ochsengespannen auf dem Feld, 1899
- Wäscherinnen am Ufer von Riacho, 1899
- Winter in Berlin, nach 1900